# Marcianne Mukamurenzi
Marcianne Mukamurenzi (* 11. November 1959) ist eine ruandische Leichtathletin, die sich auf den Langstreckenlauf spezialisiert hat. Sie war 1984 in Los Angeles die erste Frau, die für Ruanda bei den Olympischen Sommerspielen antrat. Auch an den Spielen 1988 in Seoul und 1992 in Barcelona nahm sie teil, schaffte es jeweils jedoch nicht ins Finale. Bei den Leichtathletik-Afrikameisterschaften 1988 und den Spielen der Frankophonie 1989 gewann sie jeweils Gold über 10.000 Meter.

## Leben und sportliche Karriere
Mukamurenzi wurde 1959 geboren. 1981 gewann sie bei den Zentralafrikanischen Spielen in Luanda Gold über 1500 Meter mit einer Zeit von 4:43,0 min und Gold über 3000 Meter mit einer Zeit von 10:07,1 min. Bei den Leichtathletik-Weltmeisterschaften 1983 in Helsinki erreichte sie mit einer Zeit von 9:26,59 min über 3000 Meter Platz 13. Bei den Olympischen Sommerspielen 1984 in Los Angeles trat Mukamurenzi als erste Frau für Ruanda an. Es war in dem Jahr zugleich die erste Teilnahme Ruandas an den Spielen. Dort erregten ihre ungewöhnlichen Trainingsmethoden Aufmerksamkeit: Mukamurenzi hatte als Langstreckenläuferin trainiert, indem sie im hügeligen Kigali die Post und Nachrichten des Ministry of Youth, Sport, and Culture austrug. Sie trat über 1500 und 3000 Meter an, schied jedoch in den Vorläufen aus.
1987 gewann sie bei den Zentralafrikanischen Spielen erneut Gold über 1500 Meter mit einer verbesserten Zeit von 4:33,1 min sowie Gold über 10.000 Meter mit einer Zeit von 34:59,2 min. An den Olympischen Sommerspielen 1988 in Seoul nahm Mukamurenzi erneut an den Vorläufen über 1500 und 3000 Meter teil. Bei den Leichtathletik-Afrikameisterschaften 1988 in Lagos und ein Jahr später bei den Spielen der Frankophonie 1989 gewann sie Gold über 10.000 Meter.
Bei den Weltmeisterschaften 1991 in Tokio landete sie mit 32:33,27 min über 10.000 Meter auf Platz 13. Bei den Olympischen Sommerspielen 1992 in Barcelona vertrat Mukamurenzi Ruanda erneut, schied jedoch wiederum in den Vorläufen aus. Sie erreichte im Lauf über 10.000 Meter mit einer Zeit von 33:00,66 min Platz 12 im Vorlauf 1 und eine Gesamtplatzierung von 24.

## Ergebnisse (Auswahl)
| Jahr                                   | Wettbewerb                           | Ort                       | Rang   | Disziplin | Zeit         |
| -------------------------------------- | ------------------------------------ | ------------------------- | ------ | --------- | ------------ |
| 1984                                   | Olympische Sommerspiele              | Los Angeles, USA          | 20 (h) | 1500 m    | 4:31,56 min  |
| 1984                                   | Olympische Sommerspiele              | Los Angeles, USA          | 23 (h) | 3000 m    | 9:27,08 min  |
| 1987                                   | Afrikaspiele                         | Nairobi, Kenia            | 2      | 10.000 m  | 33:58,55 min |
| 1987                                   | Leichtathletik-Weltmeisterschaften   | Rom, Italien              | 27     | Marathon  | 2:49:38 h    |
| 1988                                   | Leichtathletik-Afrikameisterschaften | Annaba, Algerien          | 1      | 10.000 m  | 33:03,98 min |
| 1988                                   | Olympische Sommerspiele              | Seoul, Südkorea           | 38     | Marathon  | 2:40:12 h    |
| 1989                                   | Spiele der Frankophonie              | Rabat, Marokko            | 2      | 3000 m    | 9:10,71 min  |
| 1989                                   | Spiele der Frankophonie              | Rabat, Marokko            | 1      | 10.000 m  | 34:18,84 min |
| 1989                                   | Leichtathletik-Afrikameisterschaften | Lagos, Nigeria            | 3      | 10.000 m  | 34:09,48 min |
| 1990                                   | Crosslauf-Weltmeisterschaften        | Aix-les-Bains, Frankreich | 19     | 6 km      | 19:59 min    |
| 1991                                   | Crosslauf-Weltmeisterschaften        | Antwerpen, Belgien        | 10     | 6,4 km    | 20:57 min    |
| 1992                                   | Olympische Sommerspiele              | Barcelona, Spanien        | 24 (h) | 10.000 m  | 33:00,66 min |
| (h) Gesamtplatzierung in den Vorläufen |                                      |                           |        |           |              |

## Persönliche Bestleistungen und Rekorde
Nach World Athletics sind Mukamurenzis persönliche Bestzeiten:
- 1500 m: 4:30,58 min, 12. August 1982, Helsinki
- 3000 m: 9:10,71 min, 17. Juli 1989, Casablanca
- 10.000 m: 32:33,27 min, 27. August 1991, Tokio
- Halbmarathon: 1:20:10 h, 28. März 2004, Bordeaux
- Marathon: 2:36:53 h, 15. Mai 1988, Paris

Mindestens die Leistung über 3000 Meter wurde jedoch von ihr am 27. Juli 1991 in Dijon mit 8:59,90 min übertroffen. Mit dieser hält sie Stand September 2024 den ruandischen Rekord über 3000 Meter. Bei den Leichtathletik-Weltmeisterschaften 2007 in Osaka brach Angelline Nyiransabimana bei ihrem Debüt mit 15:53,23 min erstmals Mukamurenzis damals 15 Jahre alten im französischen Reims aufgestellten ruandischen Rekord von 15:58,00 min über 5000 Meter. Seit Juni 2017 wird der nationale Rekord mit 15:34,91 min von Salome Nyirarukundo gehalten (Stand Sep. 2024).